# Vert pomme
Le vert pomme est un nom de couleur bien établi en France, avec des équivalents dans d'autres pays européens, qui présente la particularité d'évoquer un vert, par référence à un fruit, la pomme dont on conçoit la couleur, comme rouge.
Une variété populaire de pomme dite Granny Smith, est effectivement verte ; cependant, créée en 1868, bien après l'expression vert pomme, attestée en 1669, elle ne peut en être à l'origine, et sa sélection et son succès doivent peut-être quelque chose à l'existence quelque peu paradoxale du vert pomme.
Dans les nuanciers de peinture pour la décoration, on trouve vert pomme ; tandis qu'en fil à broder, on a 906 vert pomme ; en pastels pour le dessin les verts pomme 205207208209 ; en encres 34 vert pomme et 077 vert pomme, et en papier vert pomme.

## Histoire
Le verd pomme ou verd de pomme est au XVIIIe siècle une couleur de la mode et un terme de teinturerie.
En 1773, vert pomme décrit une couleur du nitrate de cobalt, dont la chimie allait produire, peu d'années après, des pigments verts et de plusieurs autres couleurs moins en rapport avec le vert pomme.
Au XIXe siècle, Michel-Eugène Chevreul a entrepris de situer les couleurs sur une série de cercles chromatiques repérés par rapport aux raies de Fraunhofer. Le vert pomme fait partie de son index des « noms de couleur le plus fréquemment usités dans la conversation et dans les livres », et il le cote comme le 3 jaune-vert 8 ton type, tandis que la couleur sur soie vert pomme de Guinon est  4 jaune-vert 8 ton.
Le Répertoire de couleurs de la Société des chrysanthémistes publié en 1905 indique vert pomme comme synonyme de deux couleurs : le Vert Eau-de-Javel, « couleur ordinaire de l'Eau de Javel telle qu'on la vend au commerce de détail, c'est-à dire colorée par un peu de bichromate de potasse », avec comme synonyme anglais « yellowish sap green » (vert de vessie jaunâtre) ; et le Vert Cosse (de Pois), un peu plus jaune.

## Usage et symbolique
Le vert pomme, tel que défini par Chevreul, est proche du vert gai (5 jaune-vert) des couleurs de la Manufacture de la Savonnerie, dont les noms datent du XVIIe siècle. Léon Gozlan associe le vert pomme à la joie. Il est cependant difficile, dans ces textes, de discerner l'association à la sensation visuelle, de celle aux mots de l'expression, ou à des mots proches, comme Vertumne et Pomone.

## Vert des pommes
Comme pour les autres fruits, la couleur des pommes d'une variété connue est souvent un indice de leur maturité, qu'on peut évaluer visuellement ou par colorimétrie sans avoir besoin de cueillir et de goûter, ou d'analyser la teneur en sucre.
Le vert des pommes, en ce qu'il jaunit et rougit pendant que la maturation retire de la chlorophylle de la peau, a donc fait l'objet d'un nombre assez considérable de publications.